# Nestelbach bei Graz
Nestelbach bei Graz là một đô thị thuộc huyện Graz-Umgebung bang Steiermark, nước Áo. Đô thị Nestelbach bei Graz có diện tích 8,71 km², dân số thời điểm cuối năm 2005 là 1077 người.